# Mjasisjtsjev M-4
De Mjasisjtsjev M-4 Molot (Russisch: Молот voor Hamer, NAVO-codenaam: Bison) was een viermotorige strategische bommenwerper, ontworpen door Vladimir Mjasisjtsjev en gebouwd door de Sovjet-Unie in de jaren 1950. Het Mjasisjtsjev design bureau werd opgericht om een bommenwerper te bouwen die doelen in Noord-Amerika kan aanvallen.
Na de eerste vlucht van de M-4, kort na de eerste vlucht van de B-52 Stratofortress, waren de Sovjetofficieren onder de indruk. Al snel werd echter duidelijk dat de bommenwerper een te klein bereik had om de Verenigde Staten aan te vallen en weer terug te keren naar de Sovjet-Unie. Slechts enkele van de geproduceerde M-4's werden ook echt in dienst genomen.
De M-4 werd voor het eerst aan het publiek getoond op het Rode Plein op de Dag van de Arbeid van 1954.
Om de problemen op te lossen introduceerde het Mjasisjtsjev design bureau de 3M, in het Westen bekend als de Bison-B, die verondersteld werd veel krachtiger te zijn dan de vorige versie. Dit nieuwe model vloog voor het eerst in 1955.
Dit keer was het niet de luchtmacht van de Sovjet-Unie (VVS) die de bommenwerper wilde, maar de Sovjet Marine Luchtvaart (AV-MF). Hoewel het nog steeds Washington D.C. niet kon bombarderen, had de 3M wel een bereik, groot genoeg om als maritieme verkenner voor de lange afstand op te treden. In 1959 brak de 3M een aantal wereldrecords. Het Westen dacht echter dat de 3M gewoon de originele M-4 was, wat inhield dat de westerse inlichtingendiensten de prestaties van de M-4 altijd veel te hoog ingeschat hadden.
In de begin jaren 1960 werd de Bison-C geïntroduceerd, met een gespecialiseerde zoekradar. Tegen die tijd waren veel van de originele M-4's omgebouwd tot M-4-2- tankvliegtuigen voor bijtanken in de lucht. Later werden ook de 3M's omgebouwd tot 3MS-2- en 3MN-2-tankvliegtuigen.
De M-4, noch de 3M werden in oorlog gebruikt, geen enkele werd omgebouwd voor het bombarderen vanaf lage hoogtes, zoals veel Amerikaanse B-52's, en er werden er geen van geëxporteerd buiten de Sovjet-Unie.
De productie van de Bison stopte in 1963, toen er 93 van waren gebouwd. Het laatste toestel, een M-4-2-tankvliegtuig, werd uit dienst genomen in 1994.
De Mjasisjtsjev VM-T, een zwaar transporttoestel, is gebaseerd op het 3MN-2-tankvliegtuig.
M-4 · M-50 · M-55 · M-101 · M-103 · M-112 · M-500 · VM-T